# SAR-Klasse NGG 14
Das Einzelstück der Klasse NGG 14 der South African Railways (SAR) war eine Dampflokomotive der Bauart Garratt für 610-mm-Schmalspurstrecken mit besonders leichtem Oberbau. Die 1928 von Hanomag mit der Fabriknummer 10747 gelieferte Maschine entsprach weitgehend den beiden Lokomotiven der Klasse NGG 12, war jedoch etwas größer und schwerer.
Die Lokomotive ergänzte eine der beiden NGG 12 auf der Strecke zwischen Fort Beaufort und Seymour. 1940 wurde die Strecke auf Kapspur umgebaut, und die beiden Lokomotiven kamen auf die Strecke Upington–Kakamas, wo bereits die zweite NGG 12 im Einsatz war. 1949 war auch dort die Umspurung abgeschlossen. Während die beiden NGG 12 an eine Mine verkauft wurden, verlegte man die NGG 14 auf die Strecke Estcourt–Weenen, wo sie noch einige Jahre im Einsatz war. Schließlich wurde sie von einer älteren aber leistungsfähigeren NGG 11 abgelöst und verschrottet.